# マルコ・ブラッチ
マルコ・ブラッチ（Marco Bracci, 1966年8月23日 - ）は、イタリアの元男子バレーボール選手、指導者。元イタリア代表。

## 来歴
フチェッキオ出身。1981年、カステルフランコのジュニアチームから、セリエB・カステルフランコを経て、1987年にセリエA・パルマへ入団。パルマでは3度のリーグ優勝とコッパ・イタリア優勝、CEVカップ優勝を飾り、当時のイタリア代表であったアンドレア・ジャーニとともに、パルマの黄金期を築いた。1994年に移籍したモデナにおいても、2度のリーグ優勝とコッパ・イタリア優勝を飾り、ローマ在籍時の2000年には自身にとって6度目となるリーグ優勝を果たした。2001年から在籍したマチェラータでは、2002年欧州チャンピオンズリーグの優勝を経験した。
1988年5月6日、ルッカで行われたフィンランド戦で代表デビューを飾り、2002年に代表を退くまで、イタリア代表の歴代3位に当たる通算347試合に出場。1990年代の世界選手権3連覇、欧州選手権で4度優勝のほか、1996年アトランタオリンピックで銀メダル、2000シドニーオリンピックで銅メダル獲得に貢献した。
現役引退後の2006年、イタリア女子代表のチームマネージャー、トレーナーに就任。
2007年、欧州バレーボール連盟主催の現役引退選手による欧州選手権に旧友のアンドレア・ゾルジらと出場。40歳から50歳までの部門でイタリアチーム の優勝に貢献した。

## 球歴
ナショナルチーム代表歴
- オリンピック - 1992年（5位）、1996年（銀メダル）、2000年（銅メダル）
- 世界選手権 - 1990年、1994年、1998年（金メダル）
- ワールドカップ - 1995年（金メダル）、1999年（銅メダル）
- ワールドグランドチャンピオンズカップ - 1993年（優勝）
- ワールドリーグ - 1990年、1991年、1992年、1994年、2000年（優勝）
- 欧州選手権 - 1989年、1993年、1995年、1999年（優勝）

クラブチーム優勝歴
- セリエA1 - 1990年、1992年、1993年、1995年、1997年、2000年
- コッパ・イタリア - 1990年、1992年、1995年、1997年、1998年、2003年
- イタリア・スーパーカップ - 1997年
- 欧州チャンピオンズリーグ - 2002年
- CEVカップ - 1992年、2000年、2005年

## 所属クラブ
- パッラヴォーロ・パルマ （1987-1994年）
- パッラヴォーロ・モデナ （1994-1998年）
- ローマ・バレー （1998-2001年）
- ルーベ・マチェラータ （2001-2005年）

## 指導歴
- イタリア女子代表 コーチ（2006-2012年）
- Lupi Santa Croce B 監督（2013-2015年）
- Lupi Santa Croce 監督（2015-2016年）
- イル・ビゾンテ・フィレンツェ 監督（2016-2018年）
- Golden Tulip Volalto 2.0 Caserta 監督（2018-2019年）
- サヴィーノ・デルベーネ・スカンディッチ コーチ（2019-2020年）
- Blu Volley Quarrata 監督（2020-2021年）
- Seap-Sigel Marsala 監督（2021-2023年）
- FGL-Zuma Castelfranco 監督（2023年-）